# Mid-Season Invitational 2018
Mid-Season Invitational 2018 hay MSI 2018 là giải đấu thường niên thứ 4 của Mid-Season Invitational – giải đấu Liên Minh Huyền Thoại do nhà phát hành Riot Games tổ chức sau giải Mùa Xuân của các khu vực, từ ngày 3 đến ngày 20 tháng 5 năm 2017 tại Riot European Studios ở Berlin, Đức và tại Le Zénith, Paris, Pháp. Các đội tham gia là 14 đội vô địch của giải Mùa Xuân trong 14 giải đấu của các khu vực. Dựa vào thành tích tại MSI và Chung Kết Thế Giới, các đội vô địch giải đấu khu vực đến từ các khu vực Hàn Quốc (LCK), Trung Quốc (LPL), Bắc Mỹ (NA LCS) và Châu Âu (EU LCS) được đặt cách lọt thẳng vào Vòng bảng, trong khi đó 10 đội còn lại phải bắt đầu tại Vòng khởi động.
Royal Never Give Up đã lên ngôi vô địch và giành được danh hiệu MSI đầu tiên của mình sau khi đánh bại Kingzone DragonX đến từ khu vực Hàn Quốc với tỷ số 3–1 ở trận chung kết.

## Địa điểm
Berlin của Đức và Paris của Pháp là 2 thành phố được chọn để tổ chức giải đấu. Tất cả các trận đấu Vòng khởi động và Vòng bảng được tổ chức tại Riot European Studios, berlin và tất cả các trận đấu còn lại được tổ chức tại Le Zénith, Paris.
| Berlin, Đức                  | Paris, Pháp         |
| ---------------------------- | ------------------- |
| Vòng khởi động & Vòng bảng   | Vòng loại trực tiếp |
| Riot European Studios Studio | Le Zénith           |
|                              |                     |
| Sức chứa: 174                | Sức chứa: 9,000     |
| Berlin                       | Paris               |

## Thể thức

### Vòng khởi động

#### Vòng 1
- 8 đội tham gia thi đấu được chia làm 2 bảng, mỗi bảng 4 đội.
- Các đội thi đấu theo thể thức Vòng tròn 2 lượt.
- Tất cả các trận đấu thi đấu theo thể thức BO1.
- 2 đội có thành tích tốt nhất mỗi bảng của sẽ tiến vào Vòng 2.

#### Vòng 2
- 4 đội tham gia thi đấu:
  - 2 đội được đặt cách lọt thẳng vào Vòng 2 (khu vực VCS và khu vực LMS).
  - 2 đội từ Vòng 1.
- Các đội thi đấu theo thể thức Nhánh thắng nhánh thua.
- Tất cả các trận đấu thi đấu theo thể thức BO5.
- 3 đội có thành tích tốt nhất tiến vào Vòng bảng.

### Vòng bảng
- 6 đội tham gia thi đấu:
  - 4 đội được đặt cách lọt thẳng vào Vòng bảng (khu vực LCK, khu vực LPL, khu vực NA LCS và khu vực EU LCS).
  - 3 đội từ Vòng khởi động.
- Các đội thi đấu theo thể thức Vòng tròn 2 lượt.
- Tất cả các trận đấu thi đấu theo thể thức BO1.
- 4 đội có thành tích tốt nhất mỗi bảng của sẽ tiến vào Vòng loại trực tiếp.

### Vòng loại trực tiếp
- 4 đội tham gia thi đấu.
- Các đội sẽ thi đấu theo thể thức Loại trực tiếp.
- Tất cả các trận đấu sẽ thi đấu theo thể thức BO5.

## Các đội tham dự
Năm ngoái, đội tuyển đến từ khu vực Việt Nam, GIGABYTE Marines, đã vượt qua vòng loại MSI thông qua giải vô địch Đông Nam Á. Từ năm 2018, khu vực Việt Nam sẽ tách khỏi khu vực Đông Nam Á. Đội vô địch giải Mùa Xuân của giải vô địch Việt Nam sẽ đủ điều kiện tham dự MSI mà không cần tham dự giải Vô địch Đông Nam Á. Tăng số khu vực lên tới 14.
Dựa trên kết quả của MSI và Giải vô địch thế giới Liên Minh Huyền Thoại 2 năm trước (2016–2017), 4 đội đến từ Châu Âu (EU LCS), Bắc Mỹ (NA LCS), Hàn Quốc (LCK) và Trung Quốc (LPL) đã bắt đầu thi đấu. Vòng bảng chính, 2 đội Đài Loan/Hồng Kông/Macau (LMS) và Việt Nam (VCS) được đá chính ở vòng 2 Khởi động 10 đội còn lại được đá chính ở vòng vòng 1  Khởi động. Khác với năm ngoái, đội thua ở vòng 2 sẽ bị loại vì không có vòng 3 trong Giai đoạn Khởi động.
| Khu vực                            | Liên đoàn            | Đội                  | ID                   |
| Bắt đầu từ Vòng bảng               | Bắt đầu từ Vòng bảng | Bắt đầu từ Vòng bảng | Bắt đầu từ Vòng bảng |
| ---------------------------------- | -------------------- | -------------------- | -------------------- |
| Trung Quốc                         | LPL                  | Royal Never Give Up  | RNG                  |
| Châu ÂU                            | EU LCS               | Fnatic               | FNC                  |
| Hàn Quốc                           | LCK                  | Kingzone DragonX     | KZ                   |
| Bắc Mỹ                             | NA LCS               | Team Liquid          | TL                   |
| Bắt đầu từ vòng 2 - Vòng khởi động |                      |                      |                      |
| Việt Nam                           | VCS                  | EVOS Esports         | EVS                  |
| LMS                                | LMS                  | Flash Wolves         | FW                   |
| Bắt đầu từ vòng 1 - Vòng khởi động |                      |                      |                      |
| Brazil                             | CBLOL                | KaBuM! e-Sports      | KBM                  |
| CIS                                | LCL                  | Gambit Esports       | GMB                  |
| Nhật Bản                           | LJL                  | Pentagram            | PGM                  |
| Bắc Mỹ Latin                       | LLN                  | Rainbow7             | R7                   |
| Nam Mỹ Latin                       | CLS                  | Kaos Latin Gamers    | KLG                  |
| Châu Đại Dương                     | OPL                  | Dire Wolves          | DW                   |
| Đông Nam Á                         | GPL                  | Ascension Gaming     | ASC                  |
| Thổ Nhĩ Kỳ                         | TCL                  | SuperMassive Esports | SUP                  |

## Vòng khởi động

### Vòng 1
Bảng A

| VT | Đội               | ST | T | B | HS | Giành quyền tham dự |
| -- | ----------------- | -- | - | - | -- | ------------------- |
| 1  | Gambit Esports    | 6  | 5 | 1 | +4 | Lọt vào Vòng 2      |
| 2  | Rainbow7          | 6  | 3 | 3 | 0  |                     |
| 3  | Ascension Gaming  | 6  | 2 | 4 | -2 |                     |
| 4  | Kaos Latin Gamers | 6  | 2 | 4 | -2 |                     |

Bảng B

| VT | Đội                  | ST | T | B | HS | Giành quyền tham dự |
| -- | -------------------- | -- | - | - | -- | ------------------- |
| 1  | SuperMassive Esports | 6  | 5 | 1 | +4 | Lọt vào Vòng 2      |
| 2  | KaBuM! Esports       | 6  | 4 | 2 | +2 |                     |
| 3  | Dire Wolves          | 6  | 2 | 4 | -2 |                     |
| 4  | Pentagram            | 6  | 1 | 5 | -4 |                     |

### Vòng 2
Bốc thăm ngẫu nhiên. 2 đội chiến thắng trong loạt trận này sẽ tiến vào vòng bảng. 2 đội thua cuộc sẽ bị loại.
Là khu vực mới nổi có thứ hạng cao nhất tại Mid-Season Invitational 2018, khu vực Việt Nam (VCS) đã được trao một suất trực tiếp trong sự kiện chính tại Chung Kết Thế Giới 2018, được trao cho nhà vô địch mùa hè của họ.
|  |                      |                      |        |              |  |                   |                   |                   |
|  | Vòng 2               | Vòng 2               | Vòng 2 |              |  | Lọt vào Vòng bảng | Lọt vào Vòng bảng | Lọt vào Vòng bảng |
|  | Vòng 2               | Vòng 2               | Vòng 2 |              |  | Lọt vào Vòng bảng | Lọt vào Vòng bảng | Lọt vào Vòng bảng |
|  |                      |                      |        |              |  |                   |                   |                   |
|  |                      |                      |        |              |  |                   |                   |                   |
|  | EVOS Esports         | EVOS Esports         | 3      |              |  |                   |                   |                   |
|  | EVOS Esports         | EVOS Esports         | 3      | EVOS Esports |  |                   |                   |                   |
|  | SuperMassive Esports | SuperMassive Esports | 1      |              |  |                   |                   |                   |
|  | SuperMassive Esports | SuperMassive Esports | 1      |              |  |                   |                   |                   |
|  |                      |                      |        |              |  |                   |                   |                   |
|  |                      |                      |        |              |  |                   |                   |                   |
|  | Flash Wolves         | Flash Wolves         | 3      |              |  |                   |                   |                   |
|  | Flash Wolves         | Flash Wolves         | 3      | Flash Wolves |  |                   |                   |                   |
|  | Gambit Esports       | Gambit Esports       | 0      |              |  |                   |                   |                   |
|  | Gambit Esports       | Gambit Esports       | 0      |              |  |                   |                   |                   |

## Vòng bảng
| VT | Đội                 | ST | T | B | HS | Giành quyền tham dự         |
| -- | ------------------- | -- | - | - | -- | --------------------------- |
| 1  | Royal Never Give Up | 10 | 7 | 3 | +4 | Lọt vào Vòng loại trực tiếp |
| 2  | Flash Wolves        | 10 | 7 | 3 | +4 | Lọt vào Vòng loại trực tiếp |
| 3  | Kingzone DragonX    | 10 | 6 | 4 | +2 | Lọt vào Vòng loại trực tiếp |
| 4  | Fnatic              | 10 | 4 | 6 | -2 | Lọt vào Vòng loại trực tiếp |
| 5  | Team Liquid         | 10 | 4 | 6 | -2 |                             |
| 6  | EVOS Esports        | 10 | 2 | 8 | -6 |                             |

|  |                       |                       |                       |             |             |                       |                       |                       |  |  |  |  |  |  |  |  |  |  |  |  |  |  |  |
|  | Tiebreak tranh hạng 1 | Tiebreak tranh hạng 1 | Tiebreak tranh hạng 1 |             |             | Tiebreak tranh hạng 4 | Tiebreak tranh hạng 4 | Tiebreak tranh hạng 4 |  |  |  |  |  |  |  |  |  |  |  |  |  |  |  |
|  | Tiebreak tranh hạng 1 | Tiebreak tranh hạng 1 | Tiebreak tranh hạng 1 |             |             | Tiebreak tranh hạng 4 | Tiebreak tranh hạng 4 | Tiebreak tranh hạng 4 |  |  |  |  |  |  |  |  |  |  |  |  |  |  |  |
|  |                       |                       |                       |             |             |                       |                       |                       |  |  |  |  |  |  |  |  |  |  |  |  |  |  |  |
|  |                       |                       |                       |             |             |                       |                       |                       |  |  |  |  |  |  |  |  |  |  |  |  |  |  |  |
|  | Flash Wolves          | Flash Wolves          | 0                     | Fnatic      | Fnatic      | 1                     |                       |                       |  |  |  |  |  |  |  |  |  |  |  |  |  |  |  |
|  | Flash Wolves          | Flash Wolves          | 0                     | Fnatic      | Fnatic      | 1                     |                       |                       |  |  |  |  |  |  |  |  |  |  |  |  |  |  |  |
|  | Royal Never Give Up   | Royal Never Give Up   | 1                     | Team Liquid | Team Liquid | 0                     |                       |                       |  |  |  |  |  |  |  |  |  |  |  |  |  |  |  |
|  | Royal Never Give Up   | Royal Never Give Up   | 1                     | Team Liquid | Team Liquid | 0                     |                       |                       |  |  |  |  |  |  |  |  |  |  |  |  |  |  |  |

## Vòng loại trực tiếp
|  |                     |                     |                  |                  |   |                     |                     |           |
|  | Bán kết             | Bán kết             | Bán kết          |                  |   | Chung kết           | Chung kết           | Chung kết |
|  | Bán kết             | Bán kết             | Bán kết          |                  |   | Chung kết           | Chung kết           | Chung kết |
|  |                     |                     |                  |                  |   |                     |                     |           |
|  |                     |                     |                  |                  |   |                     |                     |           |
|  | Royal Never Give Up | Royal Never Give Up | 3                |                  |   |                     |                     |           |
|  | Royal Never Give Up | Royal Never Give Up | 3                |                  |   |                     |                     |           |
|  | Fnatic              | Fnatic              | 0                |                  |   |                     |                     |           |
|  | Fnatic              | Fnatic              | 0                |                  |   | Royal Never Give Up | Royal Never Give Up | 3         |
|  |                     |                     |                  |                  |   | Royal Never Give Up | Royal Never Give Up | 3         |
|  |                     |                     | Kingzone DragonX | Kingzone DragonX | 1 |                     |                     |           |
|  | Flash Wolves        | Flash Wolves        | Kingzone DragonX | Kingzone DragonX | 1 | 1                   |                     |           |
|  | Flash Wolves        | Flash Wolves        |                  |                  |   |                     |                     |           |
|  | Kingzone DragonX    | Kingzone DragonX    | 3                |                  |   |                     |                     |           |
|  | Kingzone DragonX    | Kingzone DragonX    | 3                |                  |   |                     |                     |           |